# 文惠廉
文惠廉（William Jones Boone，1811年7月1日—1864年7月17日），美国圣公会主教，该会在华传教的开创性人物。1837年先到爪哇的华人中间传教。1842年进入厦门。1843年成为主教。1845年进入开埠不久的上海，开辟江苏教区。他先在县城内居住。1846年4月12日复活节，文惠廉亲自为黄光彩施洗，使其成为美国圣公会首位华人基督徒，也正是在这一天的施洗典礼上，文惠廉首次用上海话讲道和祷告。1848年向上海道台麟桂要求开辟美国居留地，被允许得到苏州河北岸的虹口。1853年在建成救主堂。1864年7月16日文惠廉在上海去世，年53岁。
救主堂教堂大门开在南面的百老汇路（今大名路），东侧的马路就以文惠廉的名字命名为文监师路或蓬路（今塘沽路）。救主堂在1906年自立，1918年迁到华界的天同路（天水路）狄思威路（溧阳路）口，1937年淞沪会战中被炸毁，又迁往法租界赵主教路（五原路）。1966年文革时停止宗教活动。1986年拆除，改建为华东神学院。
后来美国圣公会在武昌所办的大学也以他的姓氏命名为“Boone University”（文华大学）。
文惠廉的长子文恒理（Henry William Boone，1839年－1925年）是传教医生。1880年创办了上海同仁医院（St. Luke’s Hospital）。次子小文惠廉（William Jones Boone，Jr. 1846年－1891年）1846年生于上海，1884年接任美国圣公会江苏教区主教。1891年在上海去世。